# Персия (область)

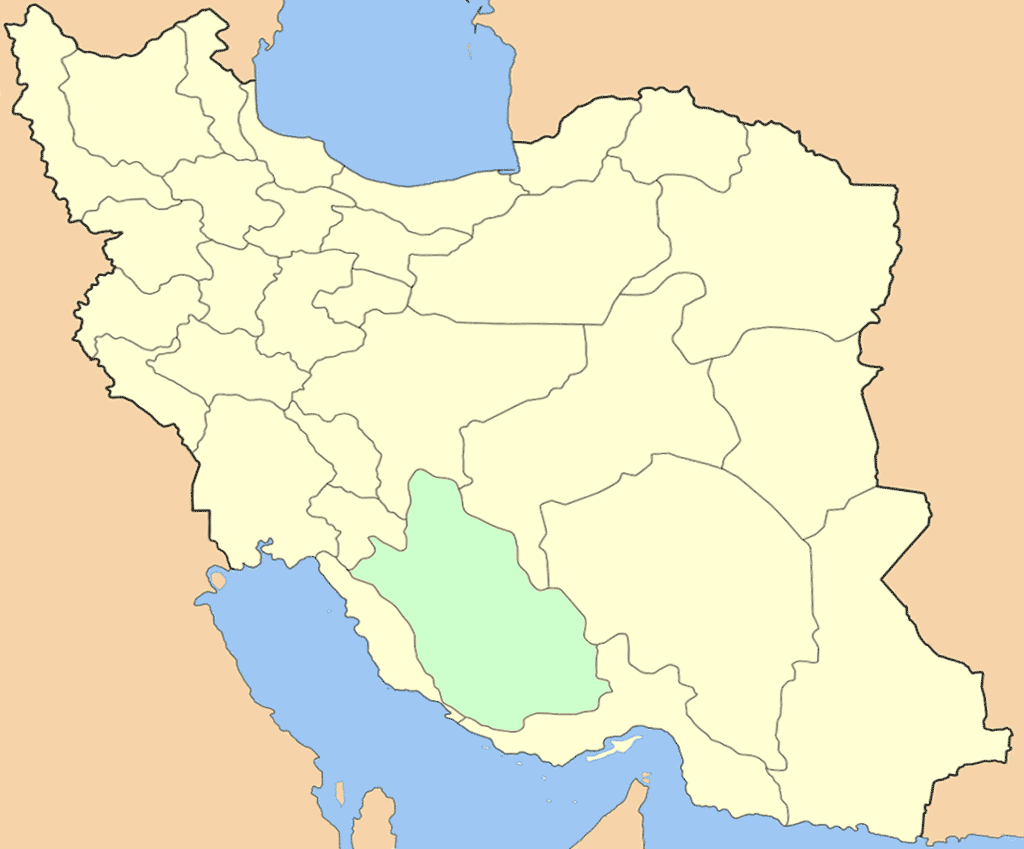
Современная провинция Ирана Фарс

Пе́рсия (др.-перс. 𐎱𐎠𐎼𐎿, Парса, перс. پارس‎, Парс, греч. Περσίς, Персис) — эллинизированное название исторической области Парсуаш (отсюда также древнегреческое название «Персида») в южном Иране, ныне Фарс на берегу Персидского залива.
Древние персы жили в регионе Парсуаш примерно с X века до нашей эры. Они стали правителями большой империи Ахеменидов в конце VI века до нашей эры. На пике своего развития эта держава простиралась от Фракии-Македонии, Болгарии-Пеонии и Восточной Европы на западе до долины Инда на востоке. Руины Персеполя и Пасаргада, двух из четырех столиц империи Ахеменидов, расположены в Персии.
В персидском языке также присутствует аналогичный термин (перс. پرشیا‎ — pershiyâ), который сам по себе является одним из редких случаев «обратного заимствования». Иногда он используется для обобщённого обозначения иранских государств до арабского завоевания, но в большинстве случаев, говоря о своей стране в любой исторический период, иранцы используют название «Иран», иногда «Иранская империя» (перс. امپراطوری ایران‎ — emperâtori-ye irân). Название «Иран» окончательно закрепилось в эпоху Сасанидов.